# كم (منطق)

الكم هو العرض الذي يقتضي الانقسام لذاته. وهو إما متصل أو منفصل، لأن أجزاءه إما أن تشترك في حدود يكون كل منها نهاية جزء وبداية آخر وهو المتصل، أو لا وهو المنفصل. والمتصل إما قار الذات مجتمع الأجزاء في الوجود وهو المقدار المنقسم إلى الخط والسطح والثخن، وهو الجسم التعليمي، أو غير قار الذات، وهو الزمان، والمنفصل هو العدد فقط، كالعشرين والثلاثين.